# Raphaël Alibert
Raphaël Alibert, född den 17 februari 1887 i Saint-Laurent, Lot, död den 5 juni 1963 i Paris, var en fransk politiker som var biträdande utrikesminister i Vichyregimen 1940-1941.

## Biografi

### Politisk karriär
Raphael Alibert var en hängiven konvertit till katolicismen och en likaså hängiven rojalist. Som en av de mest lojala anhängarna till Charles Maurras blev Alibert invald till deputeradekammaren för partiet Action Française. I oktober 1939 förde Alibert och Henry Lémery privata samtal med Maréchal Petain angående en tänkbar gemensam utformning av en ministär.

### Minister
I den franska regeringens nya kabinett, bildat den 16 juni 1940 efter Tysklands ockupation av Paris, utsågs Alibert till biträdande utrikesminister under premiärminister Pétain. Han var en av de inom kabinettet som motsatte sig att låta regeringen fly till Nordafrika efter vapenstilleståndet med Tyskland, och påstås också vara en av de som aktivt förhindrade president Albert Lebrun och Camille Chautemps att lämna Frankrike den 20 juni 1940. Dock hade general Weygand, också motståndare till att lämna, redan övertalat Lebrun att stanna kvar fram till kvällen. Sammanlagt var det endast 30 deputerade och 1 senator som flydde.
Alibert var upphovsmannen till Exposé des motifs (ung. "Avslöjande av motiven"), ett dokument som var grunden för Révolution Nationale (Den nationella revolutionen), en proposition som Kammaren och Senaten antog den 9 juli 1940. I motsats till bedömningar gjorda efter kriget, så ansåg den tyska ambassadören i Paris Otto Abetz att "ingenting kunde varit mer avlägset från fascism, vare sig av den italienska eller tyska varianten, än dokumentet Revolution Nationale". Abetz upplevelse var istället att Vichy-regeringen trodde på "reaktionära, hierarkiska principer" och att dess "nationalism var ett hot mot konceptet den nya Europeiska ordningen".
Följande dag, den 10 juli 1940, undertecknade Pétain tre 'Constitutional Acts' framtagna av Alibert. Den första proklamerade att han själv tog över den Franska Statens funktioner, med andra ord att han var "Statens överhuvud". Den andra gav "Statens överhuvud" fullständig och oinskränkt makt, både exekutiv och lagstiftande. Den tredje entledigade Kammaren och Senaten "tills vidare", där ett återsamlande krävde en order från statens överhuvud. Laval påpekade att Pétain hade tilldelats mer makt än Ludvig den XIV. Pétain framhöll dock att han inte ville bli en ny kejsar Caesar, utan bara ville tjäna landet till dess att ett fredsfördrag hade undertecknats med Tyskland, varvid han skulle avgå.
Under perioden 12 juli 1940 till 27 januari 1941 var Alibert Garde des sceaux, bemyndigad att med statens sigill bekräfta viktiga dokument. Han utnämndes till justitieminister i det nya kabinettet bildat den 13 juli 1940, den tidpunkt då regeringen förflyttades till Vichy.
Den 22 juli initierade han en översyn av alla naturalisationer (personer som erhållit franskt medborgarskap genom att länge ha vistats och arbetat i Frankrike) sedan 1927. Detta medförde att 15 000 personer, inklusive 600 judar, fick sina franska medborgarskap indragna och blev statslösa.
I samklang med idealen i Action Francaise verkställde han lagen om att upplösa hemliga sällskap (bland annat Frimurarordnar) den 13 augusti 1940. Härvid fick han medhjälp från andra hängivna katoliker, bland annat Bernard Fay, administratör för nationalbiblioteket, och Robert Vallery-Radot. Deras uppgift var att få bort omkring 15 000 frimurare från högre poster i samhället, detta som en del i en kampanj från höger-kristna att ta över och hämnas sina 'sekulariserande' fiender.
Den nya regeringen intog en klart antisemitisk position, och Alibert var också den som utfärdade den första Statut des Juifs (lag om judar) från oktober 1940 vilken uteslöt judar från olika samhälleliga tjänster och uppdrag, och banade väg för kommande åtgärder mot de som var verksamma i fria yrken.
Den tyske ambassadören i Frankrike, Otto Abetz, skrev till von Ribbentrop den 8 oktober 1940 och meddelade att "några (franska) ministrar, som Alibert, Baudouin och Bouthillier, hoppas på en återgång till monarki med huset Bourbon". I mitten av november 1940 utövade Alibert, Yvres Bouthillier, Paul Baudouin, Marcel Peyrouton (inrikesminister), Jean Darlan och General Huntziger påtryckningar på Pétain för att få Pierre Laval avsatt, vilket lyckades den 13 december. En rasande Abetz uppsökte Pétain och krävde återinsättning av Laval och avsättning av de som konspirerat, dock utan framgång. Dock blev Alibert och Pierre-Etienne Flandin båda avsatta från regeringen den 9 februari 1941, "troligen som en eftergift mot tyskarna".

### Efter kriget
Vid krigsslutet flydde Alibert utomlands och höll sig gömd. Den 7 mars 1947 dömdes han till döden i sin frånvaro. Han levde i exil i Belgien, och fick amnesti 1959. Han avled 1963 i en ålder av 76 år.

## Alibert i kulturen
Raphaël Alibert figurerar i TV-filmen Hôtel du Parc från 1992. I filmen spelades Alibert av Jean Périmony.